# Careggi
Careggi Firenze egyik negyede, az 5. kerülethez tartozik.

## Fekvése
Careggi a város északi dombján, a történelmi Medici-villa otthona, ahol a Cosimo de’ Medici által megbízott Marsilio Ficino megalapította a firenzei neoplatonikus akadémiát.

## Neve eredete

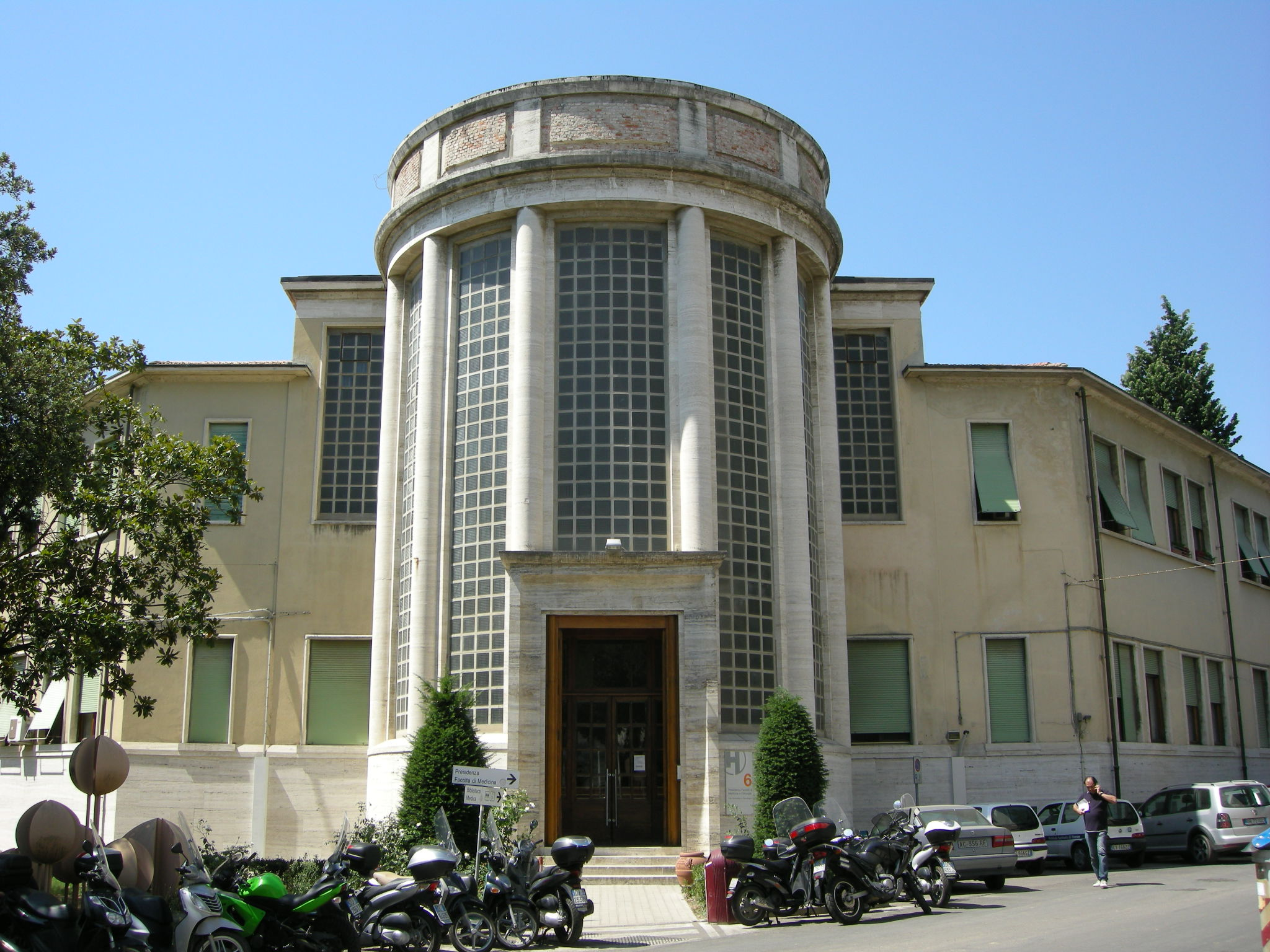
A Firenzei Egyetem orvosi karának főbejárata

A Careggi név valószínűleg a „campus regi”-ből származik, ami királyi ingatlant jelent, a Medici-család egykori tulajdonát.
1805-ben Pellegrino comune kebelezte be, míg 1865 folyamán Firenze városhoz került. A 20. század első évtizedétől kezdve egy modern városi kórház szerepére jelölték ki, s még ma is ez jellemzi az egész területet, ahol számos palotát, villát, parkot egészségügyi létesítmények foglalnak el, míg mások feledésbe merültek. A Firenzei Egyetem orvosi kara is itt kapott helyet.
Vannak itt többek között olyan vallási épületek is, mint a Szent Péter-templom, a careggi Keresztelő Szent János-templom, a Santa Maria Maddalena dei Pazzi-kolostor, a ferences nővérek zárdájában alapított kórház, a Monna Tessa.

## Bibliográfia
- Piero Bargellini–Ennio Guarnieri: Le strade di Firenze, 4. kötet, Bonechi, Firenze, 1977–78

## Fordítás
- Ez a szócikk részben vagy egészben  a   Careggi című olasz Wikipédia-szócikk ezen változatának fordításán alapul.  Az eredeti cikk szerkesztőit annak laptörténete sorolja fel. Ez a jelzés csupán a megfogalmazás eredetét és a szerzői jogokat jelzi, nem szolgál a cikkben szereplő információk forrásmegjelöléseként.